# Самопризнание (роман)
„Самопризнание“ е криминален роман на Павел Вежинов, публикуван през 1973 година от издателство „Български писател“.

## Сюжет
Внимание:  Текстът по-долу разкрива сюжета на произведението (или части от него)!
Малкото момче Филип се прибира един ден вкъщи след кино и намира майка си убита, сложена на леглото в спалнята. Тича веднага при съседката, която първо не вярва, а после звъни на милицията. Започва разследване на младия инспектор Ралчев, разпитани са всички близки и познати на убитата. Има две сестри, стари моми, които твърдят, че убиецът е мъжа ѝ. След като е извикан на разпит, той прави самопризнание с довода, че му е изневерявала, но нещо не дава спокойствие на шефа и разследващия му подчинен Димов. Роза – дъщеря им, от 1 година не живее в дома на родителите си, а с мъжа си, съсипана е. Назначават служебен защитник против волята на обвиняемия Стефан – млад адвокат, току-що завършил, който не буди доверие с вида си. Въпреки че в началото отказва да защитава този на пръв поглед безнадежден случай, се съгласява, срещат се и в залата, в която говорят Стефан заявява, че не той е убил жена си, а е направил самопризнанието, защото е бил отчаян от живота, изневерите и от това, че тя никога не го е обичала, а се е омъжила за него, защото е била много красива и се е страхувала, че ще остане стара мома. Младият съдебен защитник е окрилен от възможността кариерата му да започне с такъв заплетен случай, но Стефан отказва категорично защита и добър адвокат – този му се полага по закон и не може да го откаже. Младокът започва собствено разследване на случая, въпреки самопризнанието.
Започва делото, Стефан отрича първоначалните самопризнания и заявява, че е невинен. Младият адвокат доказва много убедително невинността на клиента си. Стефан е оправдан, младият адвокат е доволен, но истинският убиец още не е разкрит и разследването продължава с разпити на любовника на Антония, Роза дъщерята и всички останали. Само Стефан продължава мълчанието си. Делото се ревизира, изникват нови факти и доказателства. Антония е била любовница на богат ювелир преди години – той заминава за Швейцария, но не може да си вземе богатствата с него и оставя на нея да съхранява зелена касетка със скъпоценности и долари. Тя преподава френски език на сина му, но е много честна и след като ювелира умира внезапно, тя продължава да пази касетката за нейния законен наследник, тоест за сина на ювелира. Тя е честна жена. Но един ден зет ѝ – Андрей, съпруг на Роза разбира за това скрито богатство, прави план как да го задигне и един ден пристъпва към действие. Но е хванат от Антония на местопрестъплението, не е имал идея да я убива, но се е наложило. В същия момент Стефан се прибира, и в миг на умопомрачение му помага да заличат уликите. Признава си пред съда, защото се страхува как ще реагира дъщеря му Роза, че съпругът ѝ е убил майка ѝ. При разпитите, малкият Филип казва, че именно батко му Андрей му е дал пари за кино във фаталния ден и така събитията малко по малко се навързват до откриване на истинския убиец, а Стефан, който първоначално поема цялата вина, се оказва, че прикрива истинския убиец в името на спокойствието на дъщеря си.